# Alexandre de Serpa Pinto
Alexandre Alberto da Rocha de Serpa Pinto, visconte di Serpa Pinto (Cinfães, 10 aprile 1846 – Lisbona, 28 dicembre 1900), è stato un militare ed esploratore portoghese dell'Africa meridionale.

## Gioventù
Serpa Pinto nacque nel castello di Poldras (Tendais) a Cinfães, un villaggio portoghese situato sul fiume Duero. Si iscrisse al Colégio Militar all'età di 10 anni. Qui divenne il comandante del primo battaglione di studenti nel 1864, col quale si arruolò nell'esercito portoghese e fu inviato in Africa Orientale Portoghese. Nel 1869 prese parte alla soppressione della rivolta delle tribù native stanziate nei pressi dello Zambesi.

## Esplorazione
Sempre nel 1869 Pinto si recò in Africa orientale per esplorare il fiume Zambesi. Otto anni dopo guidò una spedizione da Benguela, Angola portoghese, fino al bacino di Congo e Zambesi. In suo onore, la città di Menongue fu chiamata Serpa Pinto fino al 1975.
Nel 1877 assieme al tenente comandante Hermenegildo Capelo ed al tenente Roberto Ivens, entrambi della marina portoghese, fu mandato ad esplorare l'entroterra dell'Africa meridionale. Tutti e tre avevano esperienza in Africa e sembravano adatti alla missione per età e carattere. Partirono da Benguela a novembre. Poco dopo la partenza si separarono a Bié, con Capelo e Ivens che si diresero a nord mentre Serpa Pinto proseguì ad est, modificando gradualmente la direzione verso sud. Attraversò il fiume Cuando (Kwando) nel giugno 1878 e ad agosto raggiunse Lealui, capitale Barotse sullo Zambesi. Qui ricevette aiuto dal missionario François Coillard, il quale gli permise di proseguire il viaggio lungo lo Zambesi fino alle cascate Vittoria. Qui virò a sud e giunse a Pretoria in Sudafrica settentrionale il 12 febbraio 1879. Capelo e Ivens sbucarono a Dondo, sul fiume Cuanza in Angola settentrionale. Serpa Pinto fu il quarto esploratore ad attraversare l'Africa da ovest ad est, ed il primo a tracciare una rotta accurata tra Bié (nell'attuale Angola) e Lealui. Nel 1881 la Royal Geographical Society lo insignì della Medaglia dell'Esploratore, "per il suo viaggio attraverso l'Africa .. nel quale esplorò 500 miglia di nuove terre".

## Regione di Nyasa
Nel 1879 il governo portoghese reclamò ufficialmente l'area a sud e ad est del fiume Ruo (che attualmente forma il confine sudorientale del Malawi), e nel 1882 occupò la parte inferiore della valle del Shire fino al Ruo. I portoghesi tentarono quindi di negoziare con i britannici l'occupazione del territorio, finché la Conferenza di Berlino non pose fine alle discussioni. Nel 1884 Serpa Pinto fu nominato console portoghese a Zanzibar, e fu incaricato di esplorare e ri-mappare la regione tra il lago Nyasa e la costa dallo Zambesi al fiume Ruvuma, assicurandosi l'alleanza con i capi della zona. Nel 1885 Serpa Pinto organizzò una spedizione con il tenente Augusto Cardoso come secondo in comando. Serpa Pinto si ammalò gravemente e fu trasportato sulla costa, dove fu infine recuperato. Il venticinquenne tenente Cardoso proseguì l'esplorazione, visitando il lago Nyasa e le Shire Highlands ma non riscendo a stringere amicizia con i capi WaYao stanziati ad ovest del lago Malawi.
L'Inghilterra non accettò le pretese portoghesi secondo le quali le Shire Highlands sarebbero state da considerarsi parte dell'Africa Orientale Portoghese, dato che non erano in realtà occupate. Per evitare l'occupazione portoghese il governo britannico inviò Harry Johnston come console britannico per il Mozambico e l'Entroterra, con l'ordine di fare rapporto sull'estensione del dominio portoghese nelle valli di Zambesi e Shire e nelle vicinanze, nonché di stringere trattati con i capi locali in modo da convincerli a non accettare la protezione del Portogallo. Nel 1888 il governo portoghese chiese nuovamente ai suoi rappresentanti in Africa Orientale Portoghese di cercare di stringere alleanza con gli WaYao a sudest del lago Malawi e nelle Shire Highlands. Fu organizzata una spedizione guidata da António Maria Cardoso, ex governatore di Quelimane, che partì nel novembre 1888 diretta al lago. Una seconda spedizione partì più tardi agli ordini di Serpa Pinto, nel frattempo nominato governatore del Mozambico, diretta al fiume Shire. Insieme queste due spedizioni firmarono oltre 20 trattati con i capi dell'attuale Malawi. Serpa Pinto incontrò Johnston nell'agosto 1889 ad est del Ruo, quando Johnston gli consigliò di non oltrepassare il fiume entrando nelle Shire Highlands. Nonostante Serpa Pinto si fosse sempre comportato con cautela, attraversò il Ruo giunsendo a Chiromo, oggi in Malawi, nel settembre 1889. Dopo alcuni piccoli scontri con gli uomini di Serpa Pinto, il vice di Johnston, John Buchanan, dichiarò un protettorato britannico sulle Shire Highlands, nonostante le istruzioni contrarie, atto in seguito approvato dal Foreign Office.

## Vecchiaia
Poco dopo lo scontro con i britannici, Serpa Pinto tornò in Portogallo dove fu promosso al grado di colonnello.
Nel 1890 il The Daily Picayune scrisse erroneamente che Serpa Pinto si era suicidato in modo drammatico:
(The Daily Picayune, 16 giugno 1890)
L'evento avvenne veramente, ma il protagonista era stato l'esploratore e commerciante portoghese Silva Porto.
Serpa Pinto morì a Lisbona il 28 dicembre 1900 all'età di 54 anni. Fu sepolto nella tomba di famiglia di António Gomes dos Santos e di Francisco de Souza Santos Moreira nel Cemitério dos Prazeres di Lisbona.

## Riconoscimenti
Riconoscimenti ed onori non gli mancarono. In Portogallo divenne commendatore dell'Ordine della Torre e della Spada, dell'Ordine militare di San Benedetto d'Avis e dell'Ordine di San Giacomo della Spada. In Francia ricevette la Croce della Legion d'onore. In Brasile divenne cavaliere dell'Ordine della Rosa, ed in Turchia fu insignito della Gran Croce dell'Ordine di Mejīdiyye. Ricevette l'iscrizione onoraria e premi da varie società scientifiche, tra cui l'appartenenza alla divisione astronomica della Accademia francese delle scienze e la "Medaglia dell'Esploratore" della Royal Geographical Society di Londra. Il 24 gennaio 1899 fu insignito da re Carlo I (1863-1908) del titolo di visconte.
Molte strade e piazze in città portoghesi sono dedicate a lui, come Rua Serpa Pinto a Lisbona, Tomar, Évora, Braganza, Torres Vedras, Rio Maior e Cinfães, per citarne solo alcune. In Angola gli fu dedicata la città di Serpa Pinto (oggi Menongue), capoluogo della provincia di Cuando-Cubango. Il suo nome fu dato a due navi. Nel 125º anniversario della fondazione della Società Geografica di Lisbona furono emessi due francobolli con un ritratto di Serpa Pinto, mentre la sua immagine compare anche su una banconota dell'Angola. A Cinfães il museo Serpa Pinto fu aperto il 20 aprile 2000, con una piccola mostra dedicata a Serpa Pinto.